# 松本山雅FC
松本山雅FC（まつもとやまがエフシー、英: Matsumoto Yamaga Football Club）は、日本の長野県松本市、塩尻市、山形村、安曇野市、大町市、池田町、生坂村、箕輪町、朝日村、高森町、麻績村をホームタウンとする、日本プロサッカーリーグ（Jリーグ）に加盟するプロサッカークラブ。登録チーム名は松本山雅フットボールクラブ（まつもとやまがフットボールクラブ）。

## 概要
1965年創部の山雅サッカークラブが母体となり、2004年に運営法人として特定非営利活動法人アルウィンスポーツプロジェクト（以下、ASP）を設立。2005年よりチーム名を山雅サッカークラブから松本山雅FCに改称した。愛称は一般公募で選ばれた、長野県の県鳥である「雷鳥」を意味する「ターミガンズ（英語: Ptarmigans）」である。
2010年7月にASPに代わる運営会社として株式会社松本山雅を設立 。2011年2月にクラブ運営を株式会社松本山雅に移行。2011年12月にJリーグへ加盟した。
ホームタウンは長野県松本市（2013年2月26日）から、安曇野市、山形村、塩尻市へ広域化され、2015年5月21日には大町市が、同年12月15日には池田町が、2018年7月31日には生坂村が、2019年11月18日には箕輪町と朝日村が、2022年5月31日には高森町が、2023年5月11日には麻績村が加わった。
ホームスタジアムはサンプロ アルウィン、練習グラウンドは信州グリーンフィールドかりがね（クラブハウス併設）とサンコーグリーンフィールド（クラブハウス併設）である。
クラブマスコットは「ガンズくん」で、長野県の県鳥であるライチョウ（雷鳥）をモチーフにしている。Jリーグへ加盟した2012年にオフィシャルマスコットとなった。

## 歴史

### 前史
1965年
当時の国体サッカー長野県選抜の選手を中心に山雅サッカークラブが創部される。クラブ名は選手のたまり場だった喫茶店「山雅」に由来している（この店名は山好きの店主が「山」と「優雅」を組み合わせて命名したものである）。そのため、初期のエンブレムはコーヒーカップをデザインに取り入れている。なお、喫茶店は松本駅前の再開発事業に伴い1978年に閉店した が、2017年に松本市大手4丁目（通称:緑町）にクラブ直営の「喫茶山雅」がオープンしている。

### 1975年 - 2003年（北信越リーグ）
1975年
北信越フットボールリーグ発足に伴い、リーグに参加する。
1985年
北信越リーグで初優勝し、全国地域リーグ決勝大会に初出場。コスモ大協（東海リーグ）に敗れるなど1次ラウンドで敗退した。
1980年代は県内強豪校出身者がUターンでクラブに関わることが多くなり、サラリーマンや自営業の傍らではあるものの30人程の選手がいた。毎月3000円の会費を集めていたが、北信越リーグの登録料だけで10万円かかることもあり、ユニフォームや道具の費用は自腹を切って運営していた。
1997年
長野県サッカー選手権大会で初優勝し、天皇杯に初出場。1回戦で旧JFLのブランメル仙台（現・ベガルタ仙台）に敗退した。

### 2004年 - 2005年（北信越リーグ2部）
2004年
運営法人として特定非営利活動法人アルウィンスポーツプロジェクト（略称・ASP）が発足 し、小林克也監督のもと活動をスタートさせる。（ASPの前身は任意団体「ラズーソ・J・プロジェクト」（2003年創立）、松本からJリーグ参入を目指し、2004年にASPを設立。）なお、2004年より北信越リーグが2部制となり、同2部所属となった。
元FC東京の鏑木享が加入。
リーグは4勝2分8敗の6位でフィニッシュした。
2005年
名称を山雅サッカークラブから松本山雅フットボールクラブ（松本山雅FC）へ改称。
柏青梅ユース元監督の辛島啓珠が監督に就任。
2005年の北信越2部リーグは前年に発生した新潟県中越地震の影響で、前季のリーグ戦を途中でキャンセルしたクラブの救済措置として、本来の8チームから降格チームなしの10チームに枠を拡大して争われた。1回戦総当たりの前期9試合は4位。前期の成績により上位5チームと下位5チームに分かれた1回戦総当たりの後期4試合は元仙台の矢畑智裕や元甲府の三本菅崇などの加入により守備面の不安は一掃、全勝優勝し、北信越1部へ昇格。

### 2006年 - 2009年（北信越リーグ1部）
2006年
辛島体制2年目。
元甲府の土橋宏由樹と白尾秀人、元札幌の奈良安剛といった元Jリーガーを中心に補強。開幕戦で前年度1部リーグ優勝の長野エルザサッカークラブ（現・AC長野パルセイロ）を破り、リーグ戦最終節まで長野及びJAPANサッカーカレッジ（JSC）と優勝を争ったが、勝ち点1差で2位に終わった（優勝はJSC）。
天皇杯は2回戦で新日鐵大分サッカー部（九州リーグ）に敗退した。
2007年
チームスローガン：団結 ～Break Through～
辛島体制3年目。
これまでの「即戦力選手の獲得により最短距離でJリーグを目指す」方針を改め、元Jリーガーの新入団を1名にとどめ、近畿大学の片山真人など、主に大学リーグで活躍した有力選手をアマチュア契約で獲得した。また、前年までは夜間練習を主としており、芝生のグラウンドだけでなく土のグラウンドでの練習を強いられる事も珍しくなかったが、この年からは練習環境の向上を掲げて平日午前練習に移行し、練習場所も長野県松本平広域公園総合球技場（アルウィン）周辺及び松本平に点在する各地の芝グラウンドを利用するようになった。リーグ戦は前年同様、最終節までJSCや長野、金沢と優勝を争い、勝ち点で長野に並ばれたが得失点差で優勝。22年ぶりに全国地域サッカーリーグ決勝大会へ進出。地元アルウィン開催の地域決勝一次ラウンドは2勝1敗のグループ2位となり、決勝ラウンド進出はならなかった。このシーズン限りで土橋が長野に移籍した。
2008年
チームスローガン：Aggressive!
Honda FC元監督の吉澤英生が監督に就任。
湘南から柿本倫明、山形から鈴木亮平らを完全移籍で、大分から川田和宏をクラブ初となる期限付き移籍で獲得するなど、JリーグやJFLの経験のある選手を多く獲得した。また完全プロ化を視野に入れ、高校生以上についてホームゲームの入場料を有料化した。リーグ戦は4位、全国社会人サッカー選手権大会も4位に終わった。ただし、出場辞退チームがあり、繰上がりで第32回全国地域サッカーリーグ決勝大会へ出場したが、2勝1PK敗の2位で2年連続のグループリーグ敗退。
天皇杯は3回戦でJ2の湘南にPK戦で勝利、4回戦でJ1の神戸に敗退した。
2009年
| 監督 吉澤英生 原裕晃 阿部琢久哉 （金澤慶一） 坂本史生 山崎透 鐡戸裕史 木村勝太 （今井昌太） 三本菅崇 （斉藤智閣） 北村隆二 （中田健太郎） 大西康平 柿本倫明 小林陽介 2009年9月以降の基本布陣 |

チームスローガン：One Soul ～思いは一つ。共に駆け上がろう!～。
当初のチームスローガンは「WIN BY ALL ～共に駆け上がろう～」だったが、千葉が使用しているスローガン「WIN BY ALL」と重複するとの指摘を受け変更された。
吉澤体制2年目。
ゼネラルマネージャー (GM) に東京Vで長く強化担当を務めた加藤善之が就任。
元岐阜の北村隆二らを獲得、19名体制で始動した。リーグ戦は終盤までJSC、長野、金沢と優勝を争ったが、上位チームとの直接対決でいずれも敗退もしくは引分となり、リーグ戦は4位。なお、6月に元鳥栖の鐡戸裕史ら4名、9月に横浜FCから中田健太郎をレンタル移籍で獲得した。
第45回全国社会人サッカー選手権大会で優勝。第33回全国地域サッカーリーグ決勝大会は、一次ラウンドは3戦全勝。決勝ラウンドは2勝1(PK)敗の成績で優勝し、日本フットボールリーグ（JFL）昇格を決めた。長野県のサッカークラブが全国リーグに参加するのは、JFLの前身である日本サッカーリーグ、ジャパンフットボールリーグ時代を通じて史上初。なお、この大会はアルウィンが決勝ラウンドの会場となり、優勝がかかった3日目の試合には入場無料ながらも10,965人の観客が集まった。地元紙・信濃毎日新聞はJFL昇格が決まった時点で号外を発行。優勝を決めた後、更に昇格と優勝を報じる号外を発行し、それぞれ県内各地やアルウィンで配布した。
なお、北信越フットボールリーグには、1975年のリーグ発足以来、一度も都道府県リーグに降格することなく、2009年まで35シーズン連続で在籍。これは2020年現在リーグ最長記録である。
天皇杯は2回戦でJ1の浦和とアルウィンで対戦し、2-0で勝利。地域リーグ所属クラブとして、史上初めてJ1所属クラブを破った。また、この試合はチケットが完売したため追加販売が行われ、14,494人の観客動員を記録した。3回戦でJ2の岐阜に敗れた。

### 2010年 - 2011年（JFL）
2010年
| 監督 吉澤英生 石川扶 玉林睦実 飯田真輝 須藤右介 鐡戸裕史 木村勝太 （今井昌太） 本田真吾 （斉藤智閣） 弦巻健人 大西康平 （北村隆二） 石田祐樹 （柿本倫明） 小林陽介 （木島徹也） 2010年 JFL 後期基本布陣 |

チームスローガン：One Soul ～Jへの道。共に駆け上がろう～
吉澤体制3年目。
2月16日、社団法人日本プロサッカーリーグからJリーグ準加盟クラブとして承認 される。7月、ASPに代わる運営会社となる株式会社松本山雅が設立、代表取締役社長にはASP理事長の大月弘士が就任した。
横浜FCから須藤右介、徳島から石田祐樹を獲得。前期は13位で終え、後期に入り東京Vより飯田真輝と弦巻健人、岡山より武田英明をレンタルで獲得。後期第2節以降は5連勝を含む11試合負けなしを記録するなど、一時は5位まで浮上したが、最終順位は7位に終わった。
天皇杯は2回戦で甲府（J2）に敗退した。
2011年
| 監督 加藤善之 白井裕人 玉林睦実 飯尾和也 飯田真輝 鐡戸裕史 久富賢 北村隆二 小松憲太 木島徹也 片山真人 船山貴之 2011年 JFL 後期第17節 |

チームスローガン：One Soul
吉澤体制4年目。
2月よりトップチームの運営がASPから株式会社松本山雅に移行。また、それまで使用していた盾と王冠に月桂樹をあしらったエンブレムが、松本城天守の千鳥破風をモチーフとした盾に雷鳥をあしらった現行のエンブレムに変更された。
横浜FMから元日本代表DFの松田直樹、熊本から渡辺匠、水戸から3年ぶりのチーム復帰となる片山真人などを獲得。また、ヘッドコーチに流通経済大学から柴田峡、GKコーチに鳥栖から本間康貴がそれぞれ就任した。
JFL優勝・J2昇格を至上課題としてシーズンに臨んだが、序盤の成績は低迷。6月に吉澤監督を解任、後任監督にGMの加藤が就任した。7月に福岡から李鍾民を獲得。8月2日、チームを引っ張っていた松田直樹が練習中に急性心筋梗塞で突如倒れ、8月4日に死去した。
シーズン中の8月に練習生として練習に参加していた江原FC（Kリーグ）の大橋正博、横浜FCから飯尾和也、栃木SCからレンタル移籍で船山貴之を獲得した。リーグ戦は後期第17節のホンダロックSC戦に勝利してJFL4位以内を確定（最終順位も4位）。12月12日のJリーグ臨時理事会で正式にJリーグへの入会が承認され、町田と共に2012年シーズンからのJ2加入が決定した。全国社会人サッカー選手権大会で2006年から制度化された「上位入賞チームの全国地域サッカーリーグ決勝大会出場」資格の特権を活かしたチームのJリーグ昇格第1号となった。
天皇杯は2回戦で横浜FC（J2）、3回戦で新潟（J1）に勝利し、Jリーグクラブ以外で唯一4回戦進出を果たした。4回戦で横浜FM(J1)に敗退した。
シーズン終了後、加藤善之が監督を退任してGM専任となった。

### 2012年 - 2014年（J2）
2012年
| 監督 反町康治 白井裕人 多々良敦斗 飯尾和也 飯田真輝 鐡戸裕史 玉林睦実 喜山康平 ユン・ソンヨル 船山貴之 弦巻健人 塩沢勝吾 2012年 J2 第23節 |

チームスローガン：One Soul 〜プロフェッショナルへの変革!〜
新潟と湘南で指揮をとった反町康治が監督に就任。
木村勝太が富山へ完全移籍、山本剛、佐藤由将が引退、宮田直樹が移籍期間満了で岡山に復帰した。一方、東京Vから吉田正樹、神戸から楠瀬章仁、横浜FCから伊藤竜司、湘南から野澤洋輔を完全移籍で獲得、船山が完全移籍へ移行、岡山から久木田紳吾および喜山康平、千葉から益山司を期限付き移籍で獲得、流通経済大学から村瀬勇太、北越高校から有田光成、チーム初となるブラジル人エイジソンを獲得。6月には元町田の尹誠悦と崔守斌を獲得した。シーズン開幕後は李鍾民とエイジソンとの契約を解除、吉田正樹がFC琉球へ、久富賢が藤枝MYFCへ、今井昌太がブラウブリッツ秋田へそれぞれ期限付き移籍で、木島良輔が東京Vへ完全移籍で移籍した一方、清水から橘章斗、岡山から一柳夢吾、大分から藤川祐司、柏から三浦雄也、ブラジルからアリソン・リカルドを期限付き移籍で、ブラジルからチアゴ・シルヴァを完全移籍で獲得。さらにクラブ初の特別指定選手として、創造学園高校の宮下周歩と青山学院大学の山田修平を指定した。
Jリーグ初得点は第2節（3月11日、山形戦で弦巻健人が記録）、第3節（3月17日、北九州戦）でJリーグ初勝利を挙げた。また第8節（熊本戦）から第10節（町田戦）まで3連勝、7試合負けなしを第25節から第31節（3勝4分）、第33節から第39節（5勝2分）の2度記録し、第39節終了時点で9位であった。最終順位は12位となったが、1999年のJ2創設後に加入したチームとしては初年度に初めて勝ち越し（15勝14分13敗）、得失点差プラス (+3)  でシーズンを終え、観客動員数もJ2で3番目の数値（詳細は#年度別入場者数を参照）を記録した。
天皇杯は2回戦で京都（J2）に敗退した。
2013年
| 監督 反町康治 村山智彦 犬飼智也 多々良敦斗 飯田真輝 飯尾竜太朗 玉林睦実 喜山康平 岩沼俊介 船山貴之 岩上祐三 塩沢勝吾 2013年 J2 第41節 |

チームスローガン：One Soul ～山雅スタイルへの挑戦～
反町体制2年目。
喜山が完全移籍へ移行、札幌から岩沼俊介、北九州から川鍋良祐、町田から北井佑季、SAGAWA SHIGA FCから村山智彦を完全移籍で、名古屋から吉田眞紀人、清水から長沢駿、ブラジルからホドリゴ・カベッサを期限付き移籍で獲得した。さらに高卒・大卒選手の獲得も積極的に行い、三菱養和SCユースから永井堅梧、帯広北高校から山田満夫、興國高校から和田達也、静岡学園から木部未嵐、創造学園高校から宮下周歩、明海大学から鴇田周作、阪南大学から飯尾竜太朗、明治大学から岩渕良太、関西国際大学から蔵田岬平、中京大学から中村亮太の計10名を獲得。シーズン中もFC東京から阿部巧を完全移籍で、湘南から岩上祐三、清水から犬飼智也、ブラジルからフェリペ・アウベスを期限付き移籍で獲得した。一方、片山・石川・大橋が引退、藤川・北村・須藤・チアゴ・アリソン・崔が退団。また木島徹也が町田へ、阿部が栃木ウーヴァFCへ、吉田正樹と一柳がFC琉球へ、益山が岐阜へ、渡辺が横浜FCへ、三浦が清水へ、今井がMIOびわこ滋賀へ、久富が藤枝MYFCへ完全移籍。橘が移籍期間満了で清水に復帰し、伊藤がFC琉球へ、村瀬と有田の2名が藤枝MYFCへ、鴇田が福島ユナイテッドFCへ期限付き移籍した。また、8月のU-19日本代表のスペイン遠征メンバーに永井堅梧が選出され、アルクディア国際ユースサッカートーナメントに出場。各年代を通じて松本山雅FCから初の日本代表への選出となった。
開幕戦で栃木に勝利し、3年ぶりに開幕戦に勝利したが、その後は勝ち切れない試合が続いた。特にホーム・アルウィンではなかなか勝利を挙げることが出来ず、ホーム初勝利は5月26日の第15節・富山戦まで待つこととなった。前半戦は14位で折り返したが、夏場に入ってから地力を発揮。さらに岩上の加入により安定したセットプレーを展開できるようになり、第29節・千葉戦から第32節・鳥取戦まで4連勝を記録。最終節までJ1昇格プレーオフ進出圏内の6位以内を争ったが、5位の千葉と6位の長崎に勝ち点で並んだものの得失点差で及ばず、最終順位は7位とプレーオフ進出を逃した。
天皇杯は2回戦で群馬（J2）に延長戦で勝利、3回戦で鳥栖（J1）に延長戦の末に敗退した。
2014年
| 監督 反町康治 村山智彦 犬飼智也 大久保裕樹 飯田真輝 岩沼俊介 田中隼磨 喜山康平 岩間雄大 船山貴之 岩上祐三 山本大貴 2014年 J2 第39節 |

チームスローガン：One Soul ～走力×創力×総力～
反町体制3年目。
名古屋から元日本代表で松本市出身の田中隼磨、徳島から大久保裕樹、長崎から岩間雄大、川崎から棗佑喜、栃木SCからサビアを完全移籍で獲得、岩上が完全移籍へ移行。犬飼の期限付き移籍期間を延長し、鴇田が移籍期間満了で福島から復帰。帝京高校から柳下大樹、慶応大学から松下純土、桃山学院大学から道上隼人、流通経済大学から椎名伸志が加入した。また、6月に仙台より山本大貴を育成型期限付き移籍で獲得し、8月にはドイツ・アイントラハト・ブラウンシュヴァイクより李俊協を完全移籍で獲得した。一方、楠瀬が契約満了で、ホドリゴ、フェリペ、長沢、吉田眞紀人が移籍期間満了で、山田が大学進学のため退団。阿部が福岡へ、川鍋が長野へ、伊藤が藤枝へ、弦巻がタイ・アユタヤFCへ、宮澤がタイ・シーラーチャーFCへ、村瀬がラインメール青森FCへ、有田が松江シティFCへ完全移籍。岩淵がレノファ山口FCへ、鴇田が盛岡へ、中村がFC大阪へ、宮下がサウルコス福井へ期限付き移籍した。また、シーズン開幕後は5月末に木部との契約を解除（芸能界に転身）、6月に蔵田のアスルクラロ沼津への期限付き移籍、7月に小松のタイ・アユタヤFCへの完全移籍、8月に朴光一のインド・スーパーリーグのFCプネー・シティへの期限付き移籍、9月には松下純土が町田へ育成型期限付き移籍。
昨年逃したプレーオフ進出を目標に掲げてシーズンイン。試合終了まで落ちない豊富な運動量と昨年より向上した守備力、決定力の高い多彩なセットプレーを武器に順調に勝点を積み重ね、序盤からプレーオフ進出圏内の6位以内をキープし、前半戦を3位で折り返す。第19節・群馬戦から第30節・湘南戦まで4連勝を含む12試合負けなし（8勝4分）を記録するなど後半戦もさらに勝点を積み上げ、第22節終了時点で磐田をかわして2位に浮上。以後その座を譲ることなく、2014年11月1日、第39節・福岡戦（レベスタ）で2-1で勝利し、J1自動昇格条件の2位を確定。クラブ史上初のJ1昇格を決めた。J2が発足した1999年より後にJ2に加入したクラブのJ1昇格は、横浜FC、徳島に次いで3クラブ目。J2加入後3年でのJ1昇格は、J2初年度の参入クラブで昇格した川崎・FC東京（1999年）、仙台 （2001年）とJ1からの降格クラブを除くと、史上最速である。
天皇杯は2回戦で讃岐（J2）に勝利、3回戦でFC東京（J1）に敗退した。

### 2015年（J1）
2015年
| 監督 反町康治 村山智彦 酒井隆介 後藤圭太 飯田真輝 岩沼俊介 田中隼磨 喜山康平 岩間雄大 岩上祐三 前田直輝 オビナ 2015年 J1 1st 第7節 |

チームスローガン：One Soul 〜走破！その先を目指して〜
反町体制4年目。
2月、株式会社松本山雅社長の大月が退任、後任には2005年に松本山雅FCに在籍した元選手で、取締役管理本部長の神田文之が就任した。
飯尾和也が引退、サビアとイが契約満了で退団。野澤がアルビレックス新潟シンガポールへ、船山が川崎へ、玉林が愛媛へ、ユンがソウルイーランドFCへ、多々良が仙台へ完全移籍。犬飼と山本が期限付き移籍期間満了で移籍元へ復帰した。また永井と北井が富山へ、鴇田と蔵田がアスルクラロ沼津へ、岩淵がFC琉球へ、パクが水戸へ期限付き移籍、宮下、中村、松下の移籍期間が延長された。
補強は栃木SCから鈴木智幸、東京Vからキローラン菜入、徳島から那須川将大、岡山から後藤圭太・石原崇兆・荒田智之、京都から酒井隆介、北九州から池元友樹、磐田から阿部吉朗、アメリカFCからオビナを完全移籍で、鳥栖から坂井達弥、東京Vから前田直輝、アメリカFCからドリバを期限付き移籍で獲得。新人では順天堂大学から谷奥健四郎、拓殖大学から柴田隆太朗が加入した。また5月に東海学園大学の志知孝明を特別指定選手として受け入れたほか、6月に広島から工藤浩平、C大阪から安藤淳、CSパンドゥリイ・トゥルグ・ジウからエリック、8月にECバイーアからウィリアン、9月にウィガン・アスレティックFCから韓国代表のキム・ボギョンを、それぞれ完全移籍で獲得した。
日本の「トップ15」を目標にシーズンイン。記念すべき開幕戦は、3月7日にアウェイで名古屋と対戦、一時は2点差をつけてリードしたものの追いつかれ、3-3のドローに終わった。同月22日、第3節清水戦でJ1初勝利を、4月25日には第7節仙台戦でJ1ホーム戦初勝利を、それぞれ挙げた。1stステージでは、第12節終了時点で、4勝3分5敗の勝ち点15で暫定9位につけたが、その後5連敗し失速、結局1stステージは4勝3分10敗の勝ち点15で、15位に終わった。2ndステージでは、第2節の広島戦に敗れてリーグ通算7連敗を喫し、ついに降格圏に転落したが、翌第3節の鹿島戦に勝利して連敗を止め、すぐに降格圏を脱出すると、続く第4節甲府戦にも勝利し、J1では初の連勝を記録。上昇の兆しを見せたかに思えたが、第5節で再び降格圏に転落すると、その後は連敗や試合終了間際に失点して勝ち点を落とす試合が続いてしまい、結局降格圏から脱出できぬまま、11月7日の第16節神戸戦に敗れて、昇格から1年でのJ2降格が決定した。
初出場となったヤマザキナビスコカップでは、予選Aグループを戦い、1勝1分4敗勝ち点4の6位で、決勝トーナメント進出を逃した。
天皇杯は4回戦で仙台（J1）に敗退した。

### 2016年 - 2018年（J2）
2016年
| 監督 反町康治 シュミット・ダニエル 喜山康平 飯田真輝 後藤圭太 飯尾竜太朗 田中隼磨 パウリーニョ 岩間雄大 鐡戸裕史 工藤浩平 高崎寛之 2016年 J2 第42節 |

チームスローガン：One Soul　新・起動
反町体制5年目。
阿部が引退、エリックがサウジアラビア・ナジランSC、棗が北信越1部・坂井フェニックスサッカークラブ、パクが愛媛、キムがKリーグ・全北現代、村山が湘南、岩上が大宮、大久保が千葉、池元が北九州、岩沼が京都、和田が栃木SC、塩沢が長野、岩渕が相模原、宮下がJFL・栃木U、中村がJFL・沼津、鴇田が北信越1部・JAPANサッカーカレッジへそれぞれ移籍、また、谷奥がJFL・沼津へ期限付き移籍、北井が期限付き移籍先の富山へ完全移籍、前田が期限付き移籍期間満了に伴い退団した。また、シーズン開幕後は6月に酒井が名古屋へ完全移籍した。
補強は、仙台から武井択也、山本大貴、山形から當間建文、宮阪政樹、大分から安川有を完全移籍で、仙台からシュミット・ダニエルを期限付き移籍で獲得。尚志大学校からハン・スンヒョン、東海学園大学から志知孝明、山梨学院大学附属高校から前田大然が加入した。また、シーズン開幕後の3月に鹿島から高崎寛之、6月に千葉からパウリーニョを期限付き移籍で、7月に水戸から三島康平を完全移籍で獲得している。
前年のチームの主力が抜ける中で、リーグ戦では「J1昇格と定着」を見据えて従来のカウンタースタイルに加えてボールポゼッションの要素を取り入れようとするが消化不良に陥り、攻撃陣の怪我も相次いで序盤5試合を1勝2分2敗とスタートダッシュに失敗。しかし高崎加入後に調子を取り戻して4月を無敗で乗り切って 順位を上げ、前半戦を3位で折り返す。後半戦に入っても勢いは衰えず、第22節の金沢戦で勝利して自動昇格圏の2位に浮上すると、第25節からは16試合無敗（9勝7分）を記録。首位札幌の失速もあって、第40節終了時点で札幌と勝ち点で並び、J2優勝も視野に入る状況となった。しかし第41節のアウェイ町田戦で17試合ぶりの黒星を喫し、8連勝で上位を猛追していた清水に勝ち点で並ばれ、得失点差で上回られたために3位に後退。最終節で横浜FCに勝利したものの、2位清水も勝ったため順位は変わらず、3位でJ1昇格プレーオフに回ることになった。ホームでの開催となったプレーオフ1回戦では、リーグ戦6位の岡山と対戦して1-2で敗れ、1年でのJ1復帰を逃した。
天皇杯は2回戦でJFL所属のHonda FCに敗退した。Jリーグ加盟後初めてJリーグ所属以外のチームに敗れた。
2017年
| 監督 反町康治 村山智彦 當間建文 飯田真輝 後藤圭太 下川陽太 田中隼磨 パウリーニョ 岩間雄大 山本大貴 工藤浩平 高崎寛之 2017年 J2 第33節 |

チームスローガン：雷鳥奮迅! One Soul
反町体制6年目。
北信越リーグ時代から在籍していた鐡戸、町田へ期限付き移籍していた松下が引退、ウィリアンスがブラジル・アトレチコ・ゴイアニエンセへ、柳下が富山へ、飯尾が長崎へ、白井が金沢へ、キローランが鹿児島へ、喜山が岡山へ、椎名が期限付き移籍先の富山へ、蔵田が期限付き移籍先の沼津へ、同じく沼津へ期限付き移籍していた道上がJFL・三重へそれぞれ完全移籍、ハンが富山へ、前田が水戸へ期限付き移籍、シュミットが期限付き移籍期間満了で仙台へ復帰、オビナが契約満了で退団した。
補強は、徳島から橋内優也を、北九州から星原健太を、湘南から2年ぶりのチーム復帰となる村山智彦を完全移籍で獲得、高崎が完全移籍へ移行。パウリーニョの期限付き移籍期間を延長し、鳥栖から藤嶋栄介を期限付き移籍で獲得。谷奥が移籍期間満了で沼津から復帰。桃山学院大学から岡佳樹が加入、新外国人選手として元鳥栖のヨ・ソンヘ、ゴ・ドンミン、セルジーニョ、ジエゴ（期限付き移籍加入）を補強した。また、シーズン開幕後の7月にヨ・ソンヘが群馬へ完全移籍し、元甲府のダヴィを獲得、8月には名古屋から宮地元貴を完全移籍で、新潟から鈴木武蔵を期限付き移籍で獲得。
得点力不足が深刻となり、特に試合終盤の得点力の低さは最下位の群馬に次ぐ数値になった。それでも最終節の京都戦に勝利すれば昇格POに進出できる位置にまで上がったが、0-1で敗戦してPO進出はならなかった。最終順位は8位。
天皇杯は4回戦で神戸（J1）に敗退した。
2018年
| 監督 反町康治 守田達弥 浦田延尚 飯田真輝 橋内優也 下川陽太 岩上祐三 パウリーニョ 岩間雄大 永井龍 工藤浩平 高崎寛之 2018年 J2 第4節 |

チームスローガン： One Soul　全緑登頂
反町体制7年目。
安藤が愛媛へ、後藤が岡山へ、那須川が大分へ、谷奥が富山へ完全移籍。柴田と武井が現役を引退。ジエゴ、鈴木、藤嶋が期限付き移籍満了に伴い退団。宮阪が大分へ、岡と宮地が沼津に期限付き移籍した。
補強は新潟から守田達弥、愛媛から浦田延尚、藤田息吹、名古屋から永井龍、大宮から岩上祐三、湘南から安東輝、横浜FMから前田直輝、鳥栖から中美慶哉を完全移籍で獲得、パウリーニョが完全移籍へ移行。下川陽太、森本大貴、武藤友樹、山田満夫、韓国からジョ・ジヌが加入。水戸の前田大然と福島の志知孝明が期限付き移籍満了でチームに復帰した。3月には産業能率大学から初のユース出身のトップチーム契約選手となる小松蓮が加入した。シーズン中の6月に森本が相模原へ育成型期限付き移籍、7月に工藤浩平が千葉へ、前田直輝が名古屋へ完全移籍。8月には柏から今井智基を完全移籍で、シンガポールのゲイラン・インターナショナルFCからシンガポール代表のアンダース・アプリンを期限付き移籍で獲得、さらに甲府との契約を解除となったジネイが加入した。
3月いっぱいまでホームスタジアムのアルウィンが芝の張替えで使用できない関係で、アウェイゲーム5試合に加えてホーム開幕戦（3月17日の第4節・岡山戦）も長野県外（山梨中銀スタジアム）で開催するなど、3月までの6試合すべてを長野県外で行うという過酷な日程を強いられ、この6試合を未勝利（4分2敗）とスタートダッシュに失敗、順位も第6節終了時点で20位まで後退する。しかし初めてアルウィンで開催された第7節で大宮から今季初勝利を飾るとここから徐々に盛り返し、前半戦（第21節）終了時点で順位を4位まで挽回。さらに第20節・千葉戦から第28節・讃岐戦まで5連勝を含む9戦無敗（8勝1分）を記録し、第22節終了時点で首位に浮上。その後は得点力不足と怪我で主力の離脱が相次いだことによる戦力ダウンに苦しむが、42試合中22試合で無失点を記録した失点数リーグ最少の堅守を武器に全員攻撃・全員守備の粘り強い戦いを続け、町田・大分と順位を入れ替えながらもJ1自動昇格圏内の2位以内をキープ。終盤までJ2優勝とJ1自動昇格枠を激しく争い、2位大分・3位町田との勝点差1の首位で最終の第42節を迎える。勝利すれば他会場の結果に関係なく優勝が決まるという状況の中、ホームに徳島を迎えた最終戦はスコアレスドローに終わるが、勝点差1で追走する大分と町田も引き分けたために順位はそのまま確定。Jリーグ昇格後クラブ初のタイトルとなるJ2リーグ優勝と、4年ぶりのJ1自動昇格を決めた。勝点77は、J2リーグが22クラブの2回戦総当たり制になった2012年以降、優勝クラブの勝点としては最少である。
天皇杯は3回戦で浦和（J1）に敗退した。

### 2019年（J1）
2019年
チームスローガン： One Soul　境界突破
反町体制8年目。
武藤が引退。鈴木が東京Vへ、岩間が栃木へ、三島と岡本が熊本へ、志知が水戸へ、石原が仙台へ、宮地がアメリカ・チャタヌーガFCへ完全移籍。安川とジネイが契約満了で、アプリンが期限付き移籍期間満了で退団。永井が徳島へ、下川が愛媛へ、山田が沼津へ期限付き移籍、小松が金沢へ育成型期限付き移籍。
補強は長野から田中謙吾、川崎からエドゥアルド、大分から2年ぶりの復帰となる那須川将大、湘南から高橋諒、栃木から服部康平、岡山から塚川孝輝、徳島から杉本太郎、熊本から米原秀亮、千葉から町田也真人、ベルギーのクラブ・ブルッヘ（前年はブラジル・シャペコエンセでプレー）からレアンドロ・ペレイラを完全移籍で、千葉から溝渕雄志を期限付き移籍で獲得。宮坂が期限付き移籍期間満了で大分から復帰。阪南大から大野佑哉、四日市中央工高から山本龍平、前橋育英高から榎本樹、朝鮮大学からハン・ヨンテが加入。ハンは加入後すぐに鹿児島へ期限付き移籍した。
シーズン途中の7月には那須川が藤枝へ完全移籍、塚川が岐阜へ、前田大然がポルトガル・スーペル・リーガのCSマリティモへ期限付き移籍した。柏から高木利弥を、山形から阪野豊史を完全移籍で獲得した。8月にはレアンドロ・ペレイラが広島へ、山本大貴が岡山へ、當間が岐阜へ、榎本（育成型）が群馬へ期限付き移籍し、広島から元日本代表の水本裕貴を、千葉から山本真希を期限付き移籍で獲得した。9月にはイランのエステグラルFCを6月に退団した元ギニアビサウ代表のイズマを獲得し、山本龍平が山形へ育成型期限付き移籍。
また、コパ・アメリカ2019に参加する日本代表のメンバーに前田大然が選出された。当クラブ在籍中の選手がフル代表に選出されるのは、クラブ史上初である。
開幕戦に引き分け、第2節アウェイ大分戦でリーグ戦初勝利を挙げた時点で4位となるが、第3節から3連敗で14位まで順位を落とすと、第6節、第8節と勝利するも第9節から4戦勝利なし（1分3敗）、1勝を挟んで第14節からは10試合勝利なし（5分5敗）で、前半戦終了となる第17節にはJ2自動降格圏の17位となる。第22節以降は17位に定着し、第33節終了時点でJ2自動降格となる17位以下となることが確定。前年度J2リーグ優勝チームとしては2008年の札幌以来11シーズンぶりに1年でのJ2降格となった。最終順位は17位。失点数40はリーグ8位と守備は健闘したものの、総得点21はリーグ最少で、次に少ない磐田より8少なく、J1リーグが現在の18チーム体制になって以降でも3番目に少ない数値である。リーグ戦・カップ戦・天皇杯全41試合で1試合3得点以上を記録した試合は1試合もなく、リーグ戦において連勝はゼロ、引き分け13試合、無得点試合16試合はいずれもリーグ最多と、前年から続く得点力不足という課題を解決できず、勝ち点を上積みできない試合が続くシーズンとなった。シーズン終了後、Jリーグ加入から監督として8年に渡ってチームを指揮した反町の辞任が発表された。
YBCルヴァンカップでは、第5節の磐田戦で敗れたことによりグループステージ敗退が決定した。結果、1勝2分3敗の勝点5でグループ最下位に終わった。
天皇杯は2回戦でJ3の八戸に敗退した。

### 2020年 - 2021年（J2）
2020年
チームスローガン：One Soul　捲土雷鳥
群馬前監督の布啓一郎が監督に就任。
當間が引退、守田とエドゥアルドが鳥栖へ、飯田がJFL･FCマルヤス岡崎へ、今井がオーストラリア・ウェスタン・ユナイテッドFCへ、ジョ・ジヌが韓国・大邱FCへ、岩上と宮阪が群馬へ、山田がオーストラリア・ウーロンゴン・ユナイテッドFCへ、町田が大分へ、パウリーニョと山本大貴が岡山へ、高崎が岐阜へ、岡が長野へ、永井龍が広島へ完全移籍。永井堅梧が北九州へ、ゴ・ドンミンが八戸へ、森本が岡崎へ、下川が金沢へ、安東が水戸、小松が山口へ、ハン・ヨンテが栃木へ期限付き移籍、レアンドロ・ペレイラの広島への期限付き移籍が延長、水本が期限付き移籍期間満了で退団した。
補強はC大阪から圍謙太朗、横浜FCから乾大知、山形からアルヴァロ・ロドリゲス、ブラジル･シャペコエンセSCからアウグスト、群馬から吉田将也を完全移籍で、山本真希が完全移籍へ移行。C大阪から森下怜哉、川崎から鈴木雄斗、G大阪から髙木彰人（育成型）、FC東京からジャエルを期限付き移籍で獲得。塚川が岐阜から、山本龍平が山形から、榎本が群馬から期限付き移籍期間満了で復帰。中央大から三ッ田啓希(前年は特別指定選手として在籍)、飯塚高から村越凱光、立正大淞南高から山田真夏斗が加入。3月には仙台から常田克人を育成型期限付き移籍で、鹿島から久保田和音（前年は岡山へ育成型期限付き移籍）を完全移籍で獲得。
当初予定ではYBCルヴァンカップに出場予定だったが、新型コロナウイルス感染拡大の影響による大会方式の変更により、グループステージ第1節のC大阪戦を終えた後、松本のみ第2節以降の試合を実施しないことが決定した。
J2リーグでは、開幕節のアウェー愛媛戦に勝利するも、新型コロナウイルス感染拡大の影響による約4ヶ月の中断から再開すると、第2節から4試合勝てず（3分1敗）、さらに第7節大宮アルディージャ戦から第11節千葉戦まで、J2でのクラブ記録となる5連敗を喫し、第2節以降アウェーで11試合連続勝利なし（6分5敗）、前半戦最後となる第21節ホームFC琉球戦では1-6と大敗するなど、同節終了時点で4勝7分10敗、勝点19の20位と低迷。この成績低迷を受け、9月25日、監督の布およびトップチームコーチの羽田憲司を解任、同日、後任の監督に編成部長の柴田峡、トップチームコーチにU-18チーム監督の西ヶ谷隆之が就任することが発表された。柴田の就任後は前半戦で崩壊した守備を立て直して成績は上向いたが、最終的には13勝15分14敗、得失点差マイナス8と初めてJ2で負け越しと得失点差マイナスを記録。最終順位も13位と2012年の12位を下回るJ2での過去最低順位という結果に終わった。
天皇杯は新型コロナウイルス感染拡大の影響で大会方式が変わったため、不参加となった。
2021年
チームスローガン：One Soul　新・心・進
柴田体制2シーズン目。
セルジーニョ（韓国・大邱FC）、杉本（福岡）、高橋（湘南）、前田（横浜FM）など、完全・期限付き移籍を合わせて27人もの選手が退団。補強として鈴木国友（北九州）、田中パウロ淳一（山口）、星キョーワァン（横浜FC）など、完全・期限付き移籍を合わせて24名の選手が加入した。
リーグ戦では、開幕から5戦未勝利（3分2敗）となり、第9節終了時には最下位に転落するなど低迷、第10節から3連勝で一旦10位まで浮上したものの、第13節以降4連敗を含む8戦勝利なし（3分5敗）となり、第19節終了時点で4勝7分8敗の17位に低迷した事を受け、監督の柴田とコーチの西ヶ谷を解任、後任監督に元磐田監督の名波浩が就任、トップチームコーチにSC相模原前監督の三浦文丈が就任した。前半戦終了となる第21節終了時には16位まで浮上、東京オリンピックによる中断直前の第23節時点でも16位で、その後中断中に韓国・大邱FCからセルジーニョが復帰、横浜FCから伊藤翔を期限付き移籍で獲得し、リーグ戦再開直後の第24節秋田戦に勝利した後第25節 までは16位を維持していたが、その後も得点力不足と失点の増加を止めることができず、第26節からの3連敗で21位まで順位を下げると、第31節北九州戦の逆転勝利で一旦18位に浮上したものの、結局後半戦は2勝しかできず、第32節以降は再び降格圏に低迷。第41節の相模原戦後にクラブ史上初のJ3降格が決まった。J1経験クラブのJ3降格、およびJ1在籍から2シーズンでのJ3降格はともに2015年の大分以来2例目。結局第32節以降は5連敗を含む11試合勝利なし（4分7敗）の成績で順位は最下位の22位に終わった。複数失点した17試合中3失点が8試合、4失点が4試合、5失点が1試合と大量失点した試合が多く、失点71は得点36のほぼ倍で同シーズンのJ2で最多。ホームゲームこそ5勝7分9敗の勝点22得失点差-10だったが、アウェーゲームの成績が同年J2の22チーム中最低の2勝6分13敗の勝点12得失点差-25だったことが影響した。J1経験があるクラブがJ2最下位となるのは、2004年の札幌以来2度目、最下位でのJ3降格は初めてである。
天皇杯は3回戦でG大阪（J1）に敗退した。

### 2022年 - （J3）
2022年
チームスローガン：One Soul 原点回起
名波体制2シーズン目。
圍、河合、小手川、阪野、乾（前年は栃木へ期限付き移籍）、セルジーニョなどが契約満了で退団、鈴木が山形へ、山口が町田へそれぞれ期限付き移籍。補強は山形からビクトル、千葉から安田理大、岡山から3年ぶりの復帰となるパウリーニョを完全移籍で獲得。戸島、浜崎、小松、ゴ、山田、山本、三ツ田が期限付き移籍から復帰（ゴはその後、韓国の慶南FCへ期限付き移籍、7月に完全移籍に移行。戸島は7月に栃木シティFCへ期限付き移籍）。東京学芸大学から住田将、流通経済大学から菊井悠介と薄井覇斗、高崎経済大附属高から二ノ宮慈洋、特別指定選手として松本大学の濱名真央が加入した。また経営陣の体制を変更、GM兼副社長の加藤が辞任し、横浜FMや名古屋で強化に携わった松本市出身の下條佳明がテクニカルダイレクターに就任した。また、7月には表原が栃木シティFCへ完全移籍、村越がラインメール青森へ期限付き移籍。8月にはキャプテンの前が山口へ完全移籍、米原が甲府へ期限付き移籍した。
シーズン終盤までいわき、藤枝、鹿児島、富山、今治と昇格争いを展開するが、勝てばJ2昇格圏内の2位に浮上するという試合でことごとく勝ち点を落とした上、下位チームを相手にした時の勝点の取りこぼしが多かったことも大きく響き、最終順位は4位で終了。1年でのJ2復帰はならなかった。昇格した2位藤枝との勝点差はわずか1だった。シーズン終了後、監督の名波の退任が発表された。
天皇杯はジュビロ磐田(J1)に逆転負けを喫し、2回戦で敗退した。
2023年
チームスローガン：One Soul 積小為大
新監督に霜田正浩が就任。
ルカオ、吉田将也（ラインメール青森へ移籍）、三ッ田啓希（ヴァンラーレ八戸へ移籍）、大野佑哉（AC長野パルセイロ）が契約満了で退団。戸島章が栃木シティFC、佐藤和弘がヴァンフォーレ甲府、外山凌が徳島ヴォルティス、横山歩夢がサガン鳥栖へ完全移籍。中山陸（ヴァンフォーレ甲府）が育成型期限付き移籍期間満了で退団。山口一真がFC町田ゼルビアへの期限付き移籍を延長。田中隼磨と安田理大が現役引退。ラインメール青森FCから村越凱光（育成型）、ヴァンフォーレ甲府から米原秀亮、ザスパクサツ群馬から鈴木国友から復帰。志村滉（富士大）、國分龍司（大阪学院大）、新井直登（神奈川大）、藤本裕也（関東学院大）が加入。ファジアーノ岡山より喜山康平、ギラヴァンツ北九州より藤谷壮、横浜FCより渡邉千真、ファルコンFC（ブラジル）よりルーカス ヒアンが完全移籍加入。清水エスパルスより滝裕太が育成型期限付き移籍、水戸ホーリーホックより安永玲央が期限付き移籍でそれぞれ加入。
天皇杯は予選の長野県サッカー選手権大会で長野にPK戦の末敗れた。
リーグでは第6節まで3勝3分と負けなしだったが、第7節では沼津に後半立て続けに失点し3-4で敗戦。第10節の信州ダービーでは長野に1-2で負けるなど調子を落とす。
その後も勝ち負けが拮抗するも、例年以上の混戦のため昇格争いに踏みとどまるが、37節の讃岐戦に引き分けたことで2位以内の可能性が消滅。最後の4試合を勝利なし（2分2敗）で終え、前年を下回る15勝9分14敗の9位でシーズンを終えた。
2024年
チームスローガン：One Soul ツヨクナル
霜田体制2シーズン目。
下川陽太（奈良クラブへ移籍）、榎本樹（ヤング・ライオンズへ移籍）が契約満了で退団。小松蓮が秋田、喜山康平が北九州、鈴木国友が栃木シティ、渡辺千真がSHIBUYA CITY FCへ完全移籍。野澤零温（FC東京）が育成型期限付き移籍期間満了で退団。薄井覇斗が広島、志村滉が浦安、濱名真央が鈴鹿、ルーカス・ヒアンがADコンフィアンサへ期限付き移籍。安東輝が現役引退。二ノ宮慈洋が期限付き移籍から復帰。樋口大輝（専修大）、前田陸王（流通経済大）が加入。相模原より安藤翼と佐相壱明、横浜FCより大内一生、奈良クラブより浅川隼人、磐田より山本康裕、町田より高橋祥平、浦和より馬渡和彰が完全移籍で加入。滝裕太（育成型期限付き移籍）と安永玲央（期限付き移籍）がそれぞれ完全移籍に移行。
Jリーグカップは2回戦でJ1福岡にPK戦の末敗退。
天皇杯は2年連続予選で長野にPK戦の末敗れ出場を逃した。
リーグ戦は、優勝で昇格し当時リーグ戦無敗だった大宮を第13節アウェイで下すなど健闘する試合はあるものの、シーズン通して勝負弱さが目立ち勝ち負けを繰り返して中位を推移。第33節終了時点で11位だったが、第34節YS横浜戦から3バックに布陣を変更して最終節まで5連勝、上位争いが例年以上の混戦だったこともあり一気に浮上し、最終的に16勝12分10敗の4位で終了、J2昇格プレーオフ進出を果たした。
プレーオフ1回戦では5位の福島相手に引き分けに持ち込み決勝進出を果たす。決勝では3位の富山と対戦し、前半に2点を先行するこれ以上ない展開となるが、後半に連続で失点して引き分けに持ち込まれ、レギュレーションにより上位の富山のJ2昇格が決定、惜しくも4年ぶりのJ2復帰とはならなかった。
シーズン終了後、霜田監督の退任が発表された。
2025年
チームスローガン：One Soul 熱晴
新監督に早川知伸が就任。

## タイトル・表彰

### 国内タイトル
- J2リーグ：1回
  - 2018
- 北信越フットボールリーグ1部：2回
  - 1985, 2007
- 北信越フットボールリーグ2部：1回
  - 2005
- 全国社会人サッカー選手権大会：1回
  - 2009
- 全国地域サッカーリーグ決勝大会：1回
  - 2009
- 長野県サッカー選手権大会（兼天皇杯長野県予選）：8回
  - 1997, 2006, 2008, 2009, 2010, 2011, 2022, 2025

### 表彰
クラブ
- J1リーグ
  - フェアプレー賞：2回
    - 2015, 2019
- J2リーグ
  - フェアプレー賞：6回 
    - 2013, 2014, 2017, 2018, 2020, 2021
- J3リーグ
  - フェアプレー賞：1回
    - 2024
- 日本フットボールリーグ
  - 奨励賞：1回
    - 2011

監督・選手
- J2リーグ
  - Most Exciting Player
    - 2014年 : 田中隼磨

  - 優勝監督賞
    - 2018年 : 反町康治
- J3リーグ
  - 得点王
    - 2023年 : 小松蓮

  - ベストイレブン
    - 2023年 : 菊井悠介、小松蓮

  - 優秀選手賞
    - 2024年 : 菊井悠介
- 日本フットボールリーグ
  - ベストイレブン
    - 2011年 : 飯田真輝

### その他表彰
- Jリーグ
  - 功労選手賞
    - 2023年 : 田中隼磨
- 信濃毎日新聞、信毎文化事業財団
  - 第22回 信毎賞(2015年)[47][48]
- 長野県
  - スポーツ栄誉賞(2018年)[49][50]
- 長野朝日放送
  - abnスポーツ大賞
    - 特別賞(第21回[51][52]、第24回[53])

## スタジアム

### スタジアム
ホームスタジアムはサンプロ アルウィンである。なお、過去のホームゲーム開催スタジアムは「#年度別入場者数」を参照のこと。

### 年度別入場者数
略記について
- サンアル（松本）：サンプロ アルウィン、南長野：南長野運動公園総合球技場（改修前）、飯田：飯田市松尾総合運動場、中銀スタ：山梨中銀スタジアム
- 試合数および入場者数のデータはリーグ戦のみ（関連：日本プロサッカーリーグ#試合入場者数）。
- 太字は各所属リーグごとの歴代最多、斜字は歴代最少

| 年度 | 所属   | 合計 入場者数 |          | 最多入場者数 | 最多入場者数 | 最多入場者数 |        | 最少入場者数 | 最少入場者数 | 最少入場者数   |                       | 平均 入場者数        | 試合数     | ホームゲーム 開催スタジアム                                        | ホームゲーム 開催スタジアム | ホームゲーム 開催スタジアム | 備考 |
| 年度 | 所属   | 合計 入場者数 | 入場者数 | 相手         | 会場         | 入場者数     | 相手   | 会場         | リーグ戦     | Jリーグ杯      | 昇格・参入PO          | 平均 入場者数        | 試合数     |                                                                    |                             |                             | 備考 |
| 2006 | 北信越 | 10,552        |          | 2,120        | テイヘンズ   | 松本         |        | 1,046        | 新潟経営大学 | 松本           |                       | 1,507                | 7          | 松本7                                                              | （不参加）                  | (開催なし)                  |      |
| 2007 | 北信越 | 21,311        | 6,399    | 長野         | 483          | 松本         | 南長野 | 3,044        | 新潟経営大学 | 松本6、南長野1 |                       |                      | 7          |                                                                    | （不参加）                  | (開催なし)                  |      |
| 2008 | 北信越 | 15,561        | 4,126    | 長野         | 1,122        | 松本         | G新潟  | 松本         | 2,223        | 松本7          |                       |                      | 7          |                                                                    | （不参加）                  | (開催なし)                  |      |
| 2009 | 北信越 | 24,335        | 6,012    | 長野         | 2,334        | 松本         | 金沢   | 松本         | 3,476        | 松本7          |                       |                      | 7          |                                                                    | （不参加）                  | (開催なし)                  |      |
| 2010 | JFL    | 62,297        | 8,243    | 鳥取         | 3,271        | 松本         | SAGAWA | 飯田         | 5,080        | 17             | 松本16、飯田1         |                      |            |                                                                    | （不参加）                  | (開催なし)                  |      |
| 2011 | JFL    | 128,900       | 11,956   | ソニー       | 4,032        | 松本         | 町田   | 松本         | 7,461        | 17             | 松本17                | JFL年間 入場者数記録 |            |                                                                    | （不参加）                  | (開催なし)                  |      |
| 2012 | J2     | 200,143       | 13,098   | 山形         | 4,471        | 松本         | 北九州 | 松本         | 9,531        | 21             | 松本21                | (不参加)             |            |                                                                    | （不参加）                  |                             |      |
| 2013 | J2     | 231,861       | 17,148   | G大阪        | 7,153        | 松本         | 水戸   | 松本         | 11,041       | 21             | 松本21                | (不参加)             |            |                                                                    | （不参加）                  |                             |      |
| 2014 | J2     | 267,402       | 18,496   | 水戸         | 8,608        | 松本         | 栃木   | 松本         | 12,733       | 21             | 松本21                | (不参加)             |            |                                                                    | （不参加）                  |                             |      |
| 2015 | J1     | 285,992       | 18,906   | 横浜FM       | 11,743       | 松本         | 神戸   | 松本         | 16,823       | 17             | 松本17                | (不参加)             | 松本3      |                                                                    |                             |                             |      |
| 2016 | J2     | 286,246       | 19,632   | 横浜FC       | 10,796       | 松本         | 札幌   | 松本         | 13,631       | 21             | 松本21                | （不参加）           | 松本1      |                                                                    |                             |                             |      |
| 2017 | J2     | 255,076       | 15,872   | 京都         | 8,982        | 松本         | 岐阜   | 松本         | 12,146       | 21             | 松本21                | （不参加）           | (不参加)   |                                                                    |                             |                             |      |
| 2018 | J2     | 278,948       | 19,066   | 徳島         | サンアル     | 9,490        | 山口   | サンアル     | 13,283       | 21             | サンアル20、中銀スタ1 | （不参加）           | (不参加)   |                                                                    |                             |                             |      |
| 2019 | J1     | 296,072       | 19,744   | 横浜FM       | サンアル     | 14,078       | 仙台   | サンアル     | 17,416       | 17             | サンアル17            | サンアル3            | (不参加)   |                                                                    |                             |                             |      |
| 2020 | J2     | 83,488        | 7,560    | 新潟         | サンアル     | 0            | 甲府   | サンアル     | 3,976        | 21             | サンアル21            | ※                    | (開催なし) | 新型コロナウイルスの影響で 全試合入場者数の 制限付きで試合を開催   |                             |                             |      |
| 2021 | J2     | 129,226       | 7,811    | 山口         | サンアル     | 3,904        | 京都   | サンアル     | 6,154        | 21             | サンアル21            | (不参加)             | (開催なし) | 新型コロナウイルスの影響で 全試合入場者数の 制限付きで試合を開催   |                             |                             |      |
| 2022 | J3     | 142,812       | 15,912   | 長野         | サンアル     | 5,802        | 藤枝   | サンアル     | 8,401        | 17             | サンアル17            | (不参加)             | (開催なし) | 新型コロナウイルスの影響で 一部試合入場者数の 制限付きで試合を開催 |                             |                             |      |
| 2023 | J3     | 155,441       | 12,457   | 長野         | サンアル     | 5,169        | 愛媛   | サンアル     | 8,181        | 19             | サンアル19            | (不参加)             | (開催なし) |                                                                    |                             |                             |      |
| 2024 | J3     | 161,300       | 14,411   | 長野         | サンアル     | 5,213        | F大阪  |              | 8,489        | 19             | サンアル19            | サンアル2            | サンアル1  |                                                                    |                             |                             |      |
| 2025 | J3     |               |          |              | サンアル     |              |        |              |              |                | サンアル19            |                      |            |                                                                    |                             |                             |      |

### スタジアムDJ
- 田中利彦 (FM長野アナウンサー)：2008年 - 2015年3月
- 岡野真士 (ナレーター)：2015年4月[54] - 2015年11月
- つつみ慶 (ラジオパーソナリティ/ナレーター)：2016年3月 ‐ 2016年11月
- 小出マサト(あづみ野FMパーソナリティ)：2017年3月 -

## ユニフォーム

### チームカラー
- 緑[2]

発足当時は緑色で以降は様々な色が使われたが、1991年に読売サッカークラブ（現・東京ヴェルディ1969）との練習試合で敗れたことをきっかけに「読売（JSL1部、優勝チーム）のような強豪クラブを目指す」意味を込めて読売と同じ緑色に固定した。
- 2017年3月12日のアウェイでのFC岐阜戦（J2）

フィールドプレーヤーがグレー基調の2ndユニフォームを着用した際、ホームチームで緑色基調のFC岐阜との識別が困難となったため、後半からFC岐阜がシャツのみ白基調の2ndユニフォームに着替えるという事態になった。このため、急遽シャツとストッキングが白色、パンツがグレーのフィールドプレーヤー用3rdユニフォームを登録した。

### ユニフォームスポンサー
| 掲出箇所   | スポンサー名          | 表記         | 掲出年   | 備考                                                  |
| 胸         | セイコーエプソン      | EPSON        | 2014年 - |                                                       |
| 鎖骨       | RAZUSO                | RAZUSO       | 2019年 - | 左側に表記                                            |
| 鎖骨       | Base Data Corporation | BASE         | 2025年 - | 右側に表記                                            |
| 背中上部   | 長野銀行              | 長野銀行     | 2010年 - |                                                       |
| 背中下部   | キッセイ薬品工業      | キッセイ薬品 | 2016年 - | 2010年 - 2015年は袖 2012年 - 2015年は「キッセイ」表記 |
| 袖         | アルピコグループ      | ALPICO       | 2018年 - |                                                       |
| パンツ前面 | 信濃毎日新聞          | 信濃毎日     | 2007年 - |                                                       |
| パンツ背面 | なし                  | -            | -        |                                                       |

### ユニフォームサプライヤーの遍歴
- 2004年：プーマ
- 2005年 - 2006年：アンブロ
- 2007年 - 2010年：マイター
- 2011年[58] - 現在：アディダス

### 歴代ユニフォーム
| FP 1st | FP 1st | FP 1st | FP 1st | FP 1st |
| ------ | ------ | ------ | ------ | ------ |
| 2005   | 2006   | 2007   | 2008   | 2009   |
| 2010   | 2011   | 2012   | 2013   | 2014   |
| 2015   | 2016   | 2017   | 2018   | 2019   |
| 2020   | 2021   | 2022   | 2023   | 2024   |
| 2025 - |        |        |        |        |
|        |        |        |        |        |

| FP 2nd | FP 2nd | FP 2nd | FP 2nd | FP 2nd |
| ------ | ------ | ------ | ------ | ------ |
| 2006   | 2007   | 2008   | 2009   | 2010   |
| 2011   | 2012   | 2013   | 2014   | 2015   |
| 2016   | 2017   | 2018   | 2019   | 2020   |
| 2021   | 2022   | 2023   | 2024   | 2025 - |
|        |        |        |        |        |

| FP Other                       | FP Other                                 | FP Other | FP Other      | FP Other      |
| ------------------------------ | ---------------------------------------- | -------- | ------------- | ------------- |
| 2015 · クラブ創設 · 50周年記念 | 2016 · 山の日                            | 2017 3rd | 2017 · 山の日 | 2018 · 山の日 |
| 2019 · 山の日                  | 2020 · クラブ創設 · 55周年記念 · 熱紺    | 2021 SP  | 2022 · サマー | 2023 · サマー |
| 2024 · サマー                  | 2025 · クラブ創設 · 60周年記念 · EMERALD |          |               |               |
|                                |                                          |          |               |               |

### 歴代ユニフォームスポンサー表記
| 年度 | 箇所                                    | 箇所   | 箇所   | 箇所     | 箇所         | 箇所                                             | 箇所         | 箇所       | サプライヤー |
| 年度 | 胸                                      | 鎖骨左 | 鎖骨右 | 背中上部 | 背中下部     | 袖                                               | パンツ前面   | パンツ背面 | サプライヤー |
| 2004 | -                                       | 解禁前 | 解禁前 | -        | 解禁前       | -                                                | -            | 解禁前     | PUMA         |
| 2005 | ESCO エンジニアリング・システム株式会社 | 解禁前 | 解禁前 | サンリン | 解禁前       | INOUE                                            | SANYO\|EPSON | 解禁前     | UMBRO        |
| 2006 | SANYO\|EPSON                            | 解禁前 | 解禁前 | LEIZ     | 解禁前       | サンリン                                         | ESCO         | 解禁前     | UMBRO        |
| 2007 | EPSON                                   | 解禁前 | 解禁前 | LEIZ     | 解禁前       | Hitachi Chemical Working On Wonders 日立化成工業 | 信濃毎日     | 解禁前     | mitre        |
| 2008 | EPSON                                   | 解禁前 | 解禁前 | LEIZ     | 解禁前       | Hitachi Chemical Working On Wonders 日立化成工業 | 信濃毎日     | 解禁前     | mitre        |
| 2009 | EPSON                                   | 解禁前 | 解禁前 | LEIZ     | 解禁前       | Hitachi Chemical Working On Wonders 日立化成工業 | 信濃毎日     | 解禁前     | mitre        |
| 2010 | EPSON                                   | 解禁前 | 解禁前 | 長野銀行 | 解禁前       | キッセイ薬品                                     | 信濃毎日     | 解禁前     | mitre        |
| 2011 | EPSON                                   | 解禁前 | 解禁前 | 長野銀行 | 解禁前       | キッセイ薬品                                     | 信濃毎日     | 解禁前     | adidas       |
| 2012 | EPSON                                   | 解禁前 | 解禁前 | 長野銀行 | 解禁前       | キッセイ                                         | 信濃毎日     | 解禁前     | adidas       |
| 2013 | EPSON                                   | 解禁前 | 解禁前 | 長野銀行 | 解禁前       | キッセイ                                         | 信濃毎日     | 解禁前     | adidas       |
| 2014 | EPSON                                   | 解禁前 | 解禁前 | 長野銀行 | 解禁前       | キッセイ                                         | 信濃毎日     | 解禁前     | adidas       |
| 2015 | EPSON                                   | 解禁前 | 解禁前 | 長野銀行 | 解禁前       | キッセイ                                         | 信濃毎日     | 解禁前     | adidas       |
| 2016 | EPSON                                   | 解禁前 | 解禁前 | 長野銀行 | キッセイ薬品 | -                                                | 信濃毎日     | 解禁前     | adidas       |
| 2017 | EPSON                                   | 解禁前 | 解禁前 | 長野銀行 | キッセイ薬品 | -                                                | 信濃毎日     | 解禁前     | adidas       |
| 2018 | EPSON                                   | 解禁前 | 解禁前 | 長野銀行 | キッセイ薬品 | ALPICO                                           | 信濃毎日     | 解禁前     | adidas       |
| 2019 | EPSON                                   | RAZUSO | -      | 長野銀行 | キッセイ薬品 | ALPICO                                           | 信濃毎日     | 解禁前     | adidas       |
| 2020 | EPSON                                   | -      | RAZUSO | 長野銀行 | キッセイ薬品 | ALPICO                                           | 信濃毎日     | -          | adidas       |
| 2021 | EPSON                                   | RAZUSO | -      | 長野銀行 | キッセイ薬品 | ALPICO                                           | 信濃毎日     | -          | adidas       |
| 2022 | EPSON                                   | RAZUSO | -      | 長野銀行 | キッセイ薬品 | ALPICO                                           | 信濃毎日     | -          | adidas       |
| 2023 | EPSON                                   | RAZUSO | -      | 長野銀行 | キッセイ薬品 | ALPICO                                           | 信濃毎日     | -          | adidas       |
| 2024 | EPSON                                   | RAZUSO | -      | 長野銀行 | キッセイ薬品 | ALPICO                                           | 信濃毎日     | -          | adidas       |
| 2025 | EPSON                                   | RAZUSO | BASE   | 長野銀行 | キッセイ薬品 | ALPICO                                           | 信濃毎日     | -          | adidas       |

- 2007年 - 2009年、右袖には松本市の公式ロゴが入っていた。

## アカデミー
2003年5月に育成組織（アカデミー）が発足。ユース(U-18)、ジュニアユース(U-15・U-14・U-13)、ジュニア(U-12・U-11・U-10)、レディース(U-15)のユースアカデミーを有しており、2013年2月にはU-18の運営を株式会社松本山雅へ移管。選手寮（松本山雅筑摩寮）を完備し、監督に岸野靖之を招聘するなど、強化を本格化している。なお、松本山雅FCユースアカデミーでは1,000名のスクール生と200名のクラブ員が活動をしている。
2022年4月、上伊那・下伊那を中心とした南信地域でのサッカー普及活動の拡充と育成年代の人材発掘・人材育成の強化を目的に、「一般社団法人松本山雅SC南信」が設立された。

### RAZUSO（ラズーソ）
2019年、育成サポート会員組織「RAZUSO」を設立。
RAZUSOとは、信州から、そして松本山雅FCから世界に羽ばたく選手を輩出するための育成サポート会員組織である。（会費は個人会員1口3,000円、法人会員は1口10,000円※3口から）なお、名称はNPO法人アルウィンスポーツプロジェクトの前身である任意団体「ラズーソ・J・プロジェクト」（2003年創立）より決める。また、トップチームユニフォーム（鎖骨）にRAZUSOのロゴを表示。RAZUSOの運営は、NPO法人松本山雅スポーツクラブ が行う。
主な事業実績
- 「U-17 RAZUSOインターナショナルカップ」開催
- レディース U-15　 アメリカ遠征
- 「COPA RAZUSO U-12」開催
- 「COPA RAZUSO U-9」 開催

### ユース
U-18は高円宮杯 JFA U-18サッカープリンスリーグ北信越所属。2011年に第15回北信越クラブユースサッカー選手権(U-18)大会で準優勝し、初の全国大会となる日本クラブユースサッカー選手権 (U-18)大会に出場。2016年にはJリーグユース選手権大会（Jユースカップ）でベスト4進出を果たした。

### ジュニアユース
U-15は北信越ユース (U-15)サッカーリーグ所属。また、2019年より業務提携を行っているM.A.C SALTOのジュニアユースチームが2020年4月より「松本山雅FC U-15上伊那」と名称を変更して活動を開始している。
海外遠征
- シンガポール
  - International Challenge Cup (U-14)
- アメリカ
  - New Year’s Futures Cup (U-14)

### ジュニア
U-12は2015年に第39回全日本少年サッカー大会長野県大会で初優勝し、この年代では初めての全国大会出場を果たした。
タイトル
- JFA 全日本U-12サッカー選手権大会 長野県大会：5回
  - 2015, 2016, 2019, 2022, 2024

### レディース
2019年4月、中学生年代の女子サッカーの環境整備、底辺拡大、選手育成を目指すため「レディースU-15」を設立。同年4月に行われたJFA 全日本U-15女子サッカー選手権大会長野県大会を初出場で初優勝、続いて5月に行われた北信越大会で準優勝となり、設立2か月目で全国大会出場を果たした。
2023年3月、松本山雅FCレディースU-15から活動の幅を広げることを目的に、TOPチーム「松本山雅FCレディース」を設立。

### スクール
「松本山雅FCユースアカデミー」とは別に特定非営利活動法人（NPO法人）松本山雅スポーツクラブが運営する「松本山雅FCユースアカデミーサッカースクール」があり、S-12（小学6年生）・S-11（小学5年生）・S-10（小学4年生）・S-9（小学3年生）・S-8（小学2年生）・S-7（小学1年生）・KIDS（未就学児童）から構成されている。
サッカースクール校
- 松本校・松本西校・諏訪校・安曇野校・南信州校・上田校・東信校・塩尻校・上伊那校・小坂田校がある[75]。

### シニア
2010年、40歳以上の選手を対象とした「松本山雅FCマスターズ」が発足。2009年まで全国大会に5度出場したアルフット安曇野シニアが前身。メンバーは山雅サッカークラブOB、上田ジェンシャンOB、長野エルザサッカークラブOBを中心に県内各地の選手が所属している。結成初年度で日本スポーツマスターズ県大会、北信越大会を勝ち上がり、全国大会出場を果たしている。運営はNPO法人松本山雅スポーツクラブが行う。

### ブラインドサッカー
2016年からクラブ事業としてブラインドサッカーの普及活動を進めていたが、2020年7月、埴科郡坂城町に拠点を置く長野県内唯一のブラインドサッカークラブ「長野RAINBOW（レインボー）」を母体として、ブラインドサッカークラブ「松本山雅B.F.C（まつもとやまがブラインド・フットボール・クラブ）」を発足させる。監督は元ブラインドサッカー男子日本代表の落合啓士が務め、クラブ運営はNPO法人松本山雅スポーツクラブが行う。
選手
- 平林太一（日本代表）
  -  パリパラリンピック（2024年）出場

## その他

### 喫茶山雅
- 2015年、クラブ設立から50周年の記念事業の一環として、松本山雅FCの原点である「喫茶山雅」を復活させるプロジェクトがスタート。2017年2月25日、約40年ぶりに、次の新たな50年に向けた新事業として「喫茶山雅」（本店）が復活、2022年6月9日には「喫茶山雅 飯田店」がオープンした[78]。

### 提携クラブ
国内
- アルティスタ浅間

北信越フットボールリーグ1部所属のサッカークラブ。過去に指導者派遣を行うなど、協力関係にある。
海外
- ゲイラン・インターナショナルFC

シンガポールプレミアリーグに所属するサッカークラブ。2016年11月に業務提携を結んでいる。
- レアル・ソルトレイク

アメリカ・メジャーリーグサッカーに所属するサッカークラブ。2017年8月に業務提携を結んでいる。
- クルブ・レオン

メキシコ・リーガMXに所属するサッカークラブ。2018年5月に業務提携を結んでいる。

### FDA 4号機
- 松本空港に就航しているフジドリームエアラインズ（FDA）が、4号機の導入(2010年10月就航、機体記号:JA04FJ)に際して、FDAのホームページ上での機体色のアンケートを実施、松本山雅FCは公式サイトでアンケートへの投票を呼びかけた[80]。なお、2010年7月にFDAは総投票数54.5％（3,418票）を集めたグリーンを機体色に決定した[81]。

### 松本市観光大使
- 2012年3月26日、松本市は松本山雅FCを市の観光大使に任命すると発表[82]。4月1日に行われた第6節ホーム富山戦の試合前に任命式が行われた[83][84]。

### 中部山岳国立公園
- 2020年12月15日、環境省･中部山岳国立公園は松本山雅FC始め長野･岐阜県内の企業計11社とのパートナーシップ締結を発表[85]、翌16日に沢渡ナショナルパークゲート及びグレンパーク沢渡にて｢環境省中部山岳国立公園パートナーシップ締結式・懇談会｣が行われた[86]。

## メディア

### テレビ
- NHK長野放送局
  - 『イブニング信州』（マンデースポーツ、スポーツコーナー「スポしん」）
- 信越放送
  - 『J One Soul 山雅TV』[注釈 5]（毎週金曜 18:55 - 19:00）
  - 『SBCニュースワイド』（月曜スポーツコーナー）
  - 『ずくだせテレビ』（毎週月曜 13:55 - 15:49の中で放送 ）
- 長野放送
  - 『週刊ながのスポーツ!』（毎週土曜10:25 - 10:55）
- テレビ信州
  - 『スポーツ ジェネレーション』（毎週火曜 21:54 - 22:00）
  - 『情報ワイド ゆうがたGet!』内「山雅 de Get!」（毎週木曜 17:20頃 - ）
  - 『KICK OFF! SHINSHU』（毎週土曜 11:55 - 12:25で放送 ）
- テレビ松本 - 「J702ch 松本山雅＆スポーツチャンネル」
2006年シーズンから応援番組の放映、試合の中継を行ってきた。JFL昇格を機に「松本山雅チャンネル」を開設、2010年2月24日に総務省からチャンネル開設の認可を受け、3月14日より放映開始。単独チームの専門チャンネルはJFLやJリーグを含めても全国初。
2012年3月1日より「松本山雅&スポーツチャンネル」にリニューアル[87][88]。
  - 「松本山雅情報　教えてガチャさん!」（随時放送）
- スカパー!
  - 「月刊松本山雅」（毎月第4日曜日 19:00 - 19:30）

### ラジオ
- FM長野
  - 「ALL AROUND THE GANS」（毎週木曜 16:40頃 - ）
- 信越放送 
  - 『モーニングワイド ラジオJ』内「松本山雅 weekly zoom up」（毎週月曜 8:20頃 - ）
  - 『坂ちゃんのずくだせえぶりでい』内「ずくだせサッカー魂」（毎週月曜 12:30頃 - ）
  - 「もっとまつもと！」（毎週水曜 13:15 - 13:30）
- 高ボッチ高原FM
  - 「ガチャ＆まさボッチのスポーツ高ボッチ！」（毎週金曜 8:00 - 8:30）

### 新聞
- 信濃毎日新聞 - がんばれ!信州サッカー
- MGプレス (松本平タウン情報より引き継ぐ)
- 市民タイムス - 鐡戸裕史のサッカー”鐡学”
- 長野日報

### 雑誌・フリーペーパー
- 松本経済新聞
- SPOCOLOR（スポカラ）（株式会社スポカラ）
- Nsports （株式会社杏花印刷）

### 映画
- 映画「クラシコ」